# كسوف الشمس 24 أغسطس 2082
سيحدث كسوف كلي للشمس في 24 أغسطس 2082. ويحدث كسوف الشمس عندما يمر القمر بين الأرض والشمس، فيحجب صورة الشمس كليًا أو جزئيًا عن الراصدين على سطح الأرض. يحدث الكسوف الكلي عندما يكون القطر الظاهري للقمر أكبر من القطر الظاهري للشمس، مما يؤدي إلى حجب كامل لضوء الشمس المباشر وتحويل النهار إلى ظلام في المناطق الواقعة ضمن مسار الكسوف الكلي. تحدث الكلية (أي الكسوف الكلي التام) ضمن مسار ضيّق عبر سطح الأرض، بينما يُشاهد كسوف جزئي للشمس في المناطق المحيطة بذلك المسار، وقد يمتد تأثيره لآلاف الكيلومترات.

## كسوفات أخري ذات الصلة

### كسوف الشمس 2080-2083
قالب:Solar eclipse set 2080–2083
هذا الكسوف هو جزء من سلسلة فصل دراسي. يتكرر الكسوف في سلسلة فصل دراسي من الكسوف الشمسي كل 177 يومًا تقريبًا و 4 ساعات في العقد المتناوبة من مدار القمر.
| 121 | كسوف الشمس في 21 مارس 2080 Partial   | 126 | كسوف الشمس في 13 سبتمبر 2080 Partial |
| 131 | كسوف الشمس 10 مارس 2081 Annular      | 136 | كسوف الشمس في 3 سبتمبر 2081 Total    |
| 141 | كسوف الشمس في 27 فبراير 2082 Annular | 146 | كسوف الشمس 24 أغسطس 2082 Total       |
| 151 | كسوف الشمس في 16 فبراير 2083 Partial | 156 | كسوف الشمس في 13 أغسطس 2083 Partial  |

### ساروس 146
وهي جزء من دورة ساروس 146، والتي تتكرّر كل 18 سنة و11 يومًا، وتضم 76 حدثًا فلكيًّا. بدأت هذه السلسلة بكسوف جزئي للشمس في 19 سبتمبر 1541.تتضمن السلسلة: كسوفًا كليًا من 29 مايو 1938 حتى 7 أكتوبر 2154، ثم كسوفًا هجينًا من 17 أكتوبر 2172 حتى 20 نوفمبر 2226، يليه كسوف حلقي من 1 ديسمبر 2244 حتى 10 أغسطس 2659. تنتهي السلسلة بالعضو رقم 76، وهو كسوف جزئي، في 29 ديسمبر 2893. كانت أطول مدة للكسوف الكلي ضمن هذه السلسلة هي 5 دقائق و21 ثانية، وذلك في 30 يونيو 1992.
| تحدث أعضاء السلسلة 21-37 بين عامي 1901 و 2200: | تحدث أعضاء السلسلة 21-37 بين عامي 1901 و 2200: | تحدث أعضاء السلسلة 21-37 بين عامي 1901 و 2200: |
| 21                                             | 22                                             | 23                                             |
| ---------------------------------------------- | ---------------------------------------------- | ---------------------------------------------- |
| </img> </br> 7 مايو 1902                       | </img> </br> 18 مايو 1920                      | </img> </br> 29 مايو 1938                      |
| 24                                             | 25                                             | 26                                             |
| </img> </br> 8 يونيو 1956                      | </img> </br> 20 يونيو 1974                     | </img> </br> 30 يونيو 1992                     |
| 27                                             | 28                                             | 29                                             |
| </img> </br> 11 يوليو 2010                     | </img> </br> 22 يوليو 2028                     | </img> </br> 2 أغسطس 2046                      |
| 30                                             | 31                                             | 32                                             |
| </img> </br> 12 أغسطس 2064                     | </img> </br> 24 أغسطس 2082                     | </img> </br> 4 سبتمبر 2100                     |
| 33                                             | 34                                             | 35                                             |
| </img> </br> 15 سبتمبر 2118                    | </img> </br> 26 سبتمبر 2136                    | </img> </br> 7 أكتوبر 2154                     |
| 36                                             | 37                                             |                                                |
| </img> </br> 17 أكتوبر 2172                    | </img> </br> 29 أكتوبر 2190                    |                                                |

### دورة ميتونيك
تكرر السلسلة ميتونيك الكسوف كل 19 عامًا (6939.69 يومًا)، وتستمر حوالي 5 دورات. يحدث الكسوف في نفس تاريخ التقويم تقريبًا. بالإضافة إلى ذلك تكرر سلسلة اوكتون الفرعية 1/5 هذه المدة أو كل 3.8 سنوات (1387.94 يومًا).
| 21 من أحداث الكسوف بين 12 يونيو 2029 و 12 يونيو 2105 | 21 من أحداث الكسوف بين 12 يونيو 2029 و 12 يونيو 2105 | 21 من أحداث الكسوف بين 12 يونيو 2029 و 12 يونيو 2105 | 21 من أحداث الكسوف بين 12 يونيو 2029 و 12 يونيو 2105 | 21 من أحداث الكسوف بين 12 يونيو 2029 و 12 يونيو 2105 |
| 11-12 يونيو                                          | 30-31 مارس                                           | 16 يناير                                             | 4-5 نوفمبر                                           | من 23 إلى 24 أغسطس                                   |
| 118                                                  | 120                                                  | 122                                                  | 124                                                  | 126                                                  |
| ---------------------------------------------------- | ---------------------------------------------------- | ---------------------------------------------------- | ---------------------------------------------------- | ---------------------------------------------------- |
| </img> </br> 12 يونيو 2029                           | </img> </br> 30 مارس 2033                            | </img> </br> 16 يناير 2037                           | </img> </br> 4 نوفمبر 2040                           | </img> </br> 23 أغسطس 2044                           |
| 128                                                  | 130                                                  | 132                                                  | 134                                                  | 136                                                  |
| </img> </br> 11 يونيو 2048                           | </img> </br> 30 مارس 2052                            | </img> </br> 16 يناير 2056                           | </img> </br> 5 نوفمبر 2059                           | </img> </br> 24 أغسطس 2063                           |
| 138                                                  | 140                                                  | 142                                                  | 144                                                  | 146                                                  |
| </img> </br> 11 يونيو 2067                           | </img> </br> 31 مارس 2071                            | </img> </br> 16 يناير 2075                           | </img> </br> 4 نوفمبر 2078                           | </img> </br> 24 أغسطس 2082                           |
| 148                                                  | 150                                                  | 152                                                  | 154                                                  |                                                      |
| </img> </br> 11 يونيو 2086                           | </img> </br> 31 مارس 2090                            | </img> </br> 16 يناير 2094                           | </img> </br> 4 نوفمبر 2097                           |                                                      |